# Villa stenozonella
Villa stenozonella är en tvåvingeart som beskrevs av Neal L. Evenhuis och Greathead 1999. Villa stenozonella ingår i släktet Villa och familjen svävflugor. Inga underarter finns listade i Catalogue of Life.